# Otto Gallander
Arvid Otto Gallander, född den 20 juni 1866 i Bergs socken, Skaraborgs län, död den 22 november 1926 i Stockholm, var en svensk skolman och fysiker.
Otto Gallander var son till kyrkoherden Sven Otto Hemming Gallander. Han avlade mogenhetsexamen i Skara 1885 och studerade därefter vid Uppsala universitet, där han 1888 blev filosofie kandidat och 1893 filosofie licentiat. Efter olika lärarförordnanden blev han lektor i matematik och fysik vid Tekniska elementarskolan i Örebro 1902 och vid Högre latinläroverket å Norrmalm i Stockholm 1921. Gallander var en högt ansedd lärare, utgav flera läroböcker, inrättade 1915 en elektroteknisk fackavdelning vid Tekniska elementarskolan i Örebro och tillhörde 1917 grundarna av och ledarna för Tidskrift för elementär matematik, fysik och kemi. Han var dessutom en flitig populärföreläsare och verksam kommunalman i Örebro, bland annat i stadens gas- och elverk.